# Зогистское приветствие
Зогистское приветствие — воинское приветствие в Албании, сегодня используется в качестве гражданского приветствия в некоторых странах. Зогистское приветствие состоит из правой руки с распрямлённой смотрящей вниз ладонью, согнутой в локте на 90 градусов и поднятой до уровня сердца.
Этот жест был учреждён албанским государственным деятелем Ахметом Зогу. Изначально приветствие использовали в полиции, позже оно было принято и Королевской албанской армией.
В США аналогичный жест использовался в первой части салюта Беллами (1892—1942 годы). Сегодня в некоторых странах Латинской Америки, особенно в Мексике, гражданские лица используют приветствие, аналогичное зогистскому, для салютования государственному флагу.